# Gynoplistia dispiloides
Gynoplistia dispiloides là một loài ruồi trong họ Limoniidae. Chúng phân bố ở miền Australasia.